# Fan Yilin
Fan Yilin, née le 11 novembre 1999, est une gymnaste artistique chinoise. Elle remporte aux Championnats du monde de gymnastique artistique 2015 la médaille d'or aux barres asymétriques avec Viktoria Komova, Daria Spiridonova et Madison Kocian. Elle remporte à nouveau le titre mondial sur cet agrès en 2017.

## Palmarès

### Championnats du monde
- Glasgow 2015
  -  médaille d'or aux barres asymétriques
  -  médaille d'argent au concours par équipes.
- Montréal 2017
  -  médaille d'or aux barres asymétriques